# Júlia Sigmond
Júlia Sigmond (* 11. Juli 1929 in Turda, Rumänien; † 23. März 2020 in Piacenza, Italien) war eine rumänische Schriftstellerin, Schauspielerin und Esperantistin. Sie spielte in ungarischer Sprache und verfasste ihre Werke in Esperanto.

## Leben
Júlia Sigmond wurde am 11. Juli 1929 in Turda (deutsch Thorenburg, ungarisch Torda) geboren und gehörte zur ungarischen Bevölkerung in Rumänien. Nach dem Besuch des staatlich reformierten Mädchengymnasiums in Cluj (Klausenburg/Kolozsvár) arbeitete sie zunächst als Beamtin.
Sigmond arbeitete von 1959 bis 1984 als Pantomimin und Marionettenschauspielerin am Puppentheater (Teatrul de Păpuși „Puck“) in Cluj/Cluj-Napoca.
Sigmond war seit 1956 Esperantistin. Sie war Chefredakteurin der rumänischen Esperanto-Zeitschrift Bazaro und verfasste regelmäßige Beiträge für das Nachrichtenmagazin Monato. Auch bei der Kulturzeitschrift Literatura Foiro wirkte sie mit. Sie veröffentlichte mehrere Bücher und Kurzgeschichten in Esperanto. Zu ihren Arbeiten, die mehrfach im Literaturwettbewerb internationaler Esperanto-Kongresse ausgezeichnet wurden, gehört Mi ne estas Mona Lisa, das 2000 auf dem 85. Esperanto-Weltkongress in Tel Aviv den ersten Preis in der Kategorie Prosa erhielt.

## Familie
Sigmond wurde 2009 die zweite Ehefrau des italienischen Esperantisten Filippo Franceschi (1932–2020, Pseudonym Sen Rodin). Sie lebten in einem kleinen Dorf im Apennin. Das Ehepaar veröffentlichte gemeinsam zwei Bücher. – Ihr Bruder István Sigmond (1936–2014) war Schriftsteller sowie Übersetzer und Mitglied der Ungarischen Akademie der Künste.
Júlia Sigmond starb am 23. März 2020 in Piacenza an den Folgen einer COVID-19-Infektion, ihr Witwer vier Tage später.

## Werke
- Mi ne estas Mona Lisa. Bero, Berkeley 2001, 2. Ausgabe 2024,  ISBN 9781882251469
- Kiam mi estis la plej feliĉa en la vivo? Triade, Cluj-Napoca 2008.
- Novaj fabeloj pri Ursido Pu kaj Porketo. K-disc, 2008.
- Nomoj kaj sortoj. Exit, Cluj-Napoca 2011.
- Dialogo. (Gedicht in 52 Übersetzungen) Exit, Cluj-Napoca 2012.
- Kvin geamikoj. Exit, Cluj-Napoca 2016.
- Fronto aŭ dorso. Esperanto-Centro, Đurđevac 2017.
- Doloro. (Gedicht in 54 Übersetzungen) Exit, Cluj-Napoca 2017.
- Steĉjo-Fabeloj. Exit, Cluj-Napoca 2018.
- Dankon. (Gedicht in 62 Übersetzungen) Exit, Cluj-Napoca 2018.
- 90. (Sammelband zum 90. Geburtstag) Exit, Cluj-Napoca 2019.

Mit Sen Rodin:
- Libazar’ kaj Tero. Mondial, New York 2013.
- Kvodlibeto.  Exit, Cluj-Napoca 2015.